# Distretto di Chetouane
Il distretto di Chetouane è un distretto della provincia di Tlemcen, in Algeria.

## Comuni
Il distretto di Chetouane comprende 3 comuni:
- Chetouane
- Aïn Fezza
- Amieur